# 周淳
周淳（?—?），贵州贵阳人，清朝政治人物、進士出身。
乾隆二十五年庚辰科進士，后官河間府知府。